# Eastbrook (Maine)
Pour les articles homonymes, voir Eastbrook.
Eastbrook est une ville américaine située dans le Comté de Hancock, dans le Maine. Selon le recensement de 2020, sa population est de 423 habitants.